# ドミトリー・ムスチスラヴィチ
ドミトリー・ムスチスラヴィチ（ロシア語: Дмитрий Мстиславич、? - 1223年5月31日）は、チェルニゴフ公ムスチスラフの子である。母はヤースの公女マルファ。コゼリスク公：1216年もしくは1219年 - 1223年。

## 生涯
ドミトリーの生年については詳しくは不明である。ルーシの年代記（レートピシ）にはその名も記載されておらず、ドミトリーという名は『リューベチ・シノディク』等の過去帳に記されたものである。また、V.タティーシチエフ(ru)は名をヴァシリコとし。L.ヴォイトヴィチはヴァシリコを本名、ドミトリーを聖名であるとみなしている。
年代記における、ドミトリーに関する記述は1箇所のみである。すなわち、父ムスチスラフや他のルーシの諸公らとともにカルカ河畔の戦いに参加した、という記述である。この戦いで多くの公が戦死・刑死し、ドミトリーもまたその中の1人であったと考えられている。
N.バウムガルテン(ru)は『リューベチ・シノディク』に基づき、ドミトリーはチェルニゴフ公であったとみなしている。しかしこの説は否定的見解を受けており、L.ヴォイトヴィチは、ドミトリーは父がチェルニゴフ公となった後に、コゼリスク公国を分領公国として受領したのみとみなしている。

## 妻子
『リューベチ・シノディク』によれば妻の名はマメルファ。子には以下の人物がいる。
- ミハイル
- フョードル

2人の子の名は年代記には記載なく、『リューベチ・シノディク』によるものである。また、『リューベチ・シノディク』においては2名ともチェルニゴフ大公（ヴェリーキー・クニャージ）とされている。